# Regio-S-Bahn Regensburg
Die Regio-S-Bahn Regensburg ist ein Projekt der oberpfälzischen Stadt Regensburg mit den umliegenden Kreisen. Das Netz befindet sich noch in Planung und wurde im November 2020 vorgestellt.

## Ausbau
Im Zuge der Regio-S-Bahn sollen neue Haltestellen in Betrieb genommen werden:
- Neumarkt Süd
- Ponholz
- Regensburg-Klenzebrücke
- Regensburg-Walhallastraße
- Regensburg-Wutzlhofen
- Regenstauf-Diesenbach

Zusätzlich soll die Bahnstrecke Haidhof–Burglengenfeld reaktiviert werden und folgende Haltestellen bedienen:
- Maxhütte-Haidhof
- Teublitz-Ost
- Teublitz-West
- Burglengenfeld Ost
- Burglengenfeld

## Linien

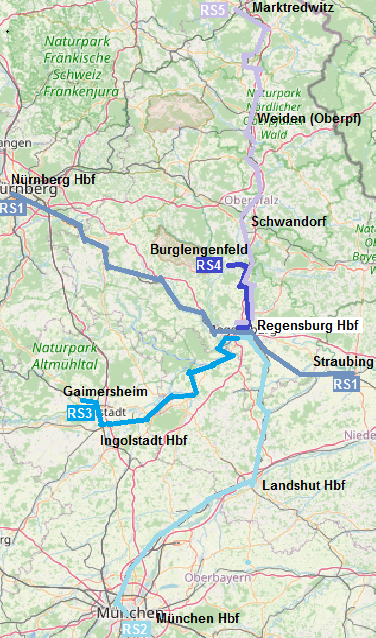
Karte der geplanten Linien

Geplant sind folgende Linien:
| Linie | Laufweg                                                                       | Strecke                                                              | Takt                                                                        |
| ----- | ----------------------------------------------------------------------------- | -------------------------------------------------------------------- | --------------------------------------------------------------------------- |
| RS 1  | Nürnberg Hbf – Neumarkt – Parsberg – Regensburg Hbf – Straubing               | Bahnstrecke Regensburg–Nürnberg, Bahnstrecke Passau–Obertraubling    | 20–40 min bis Neumarkt, 60 min bis Nürnberg                                 |
| RS 2  | Regensburg Hbf – Eggmühl – Landshut Hbf – München Hbf                         | Bahnstrecke München–Regensburg                                       | 30–60 min bis Eggmühl, 60 min bis Landshut, HVZ bis München                 |
| RS 3  | Regensburg Hbf – Saal an der Donau – Abensberg – Ingolstadt Hbf – Gaimersheim | Bahnstrecke Regensburg–Ingolstadt, Bahnstrecke München–Treuchtlingen | 60 min bis Gaimersheim, HVZ 30 min bis Saal                                 |
| RS 4  | Regensburg Hbf – Burglengenfeld                                               | Bahnstrecke Regensburg–Weiden, Bahnstrecke Haidhof–Burglengenfeld    | 20–40 min bis Maxhütte-Haidhof, 60 min bis Burglengenfeld bzw. Marktredwitz |
| RS 5  | Regensburg Hbf – Schwandorf – Weiden – Marktredwitz                           | Bahnstrecke Regensburg–Weiden, Bahnstrecke Weiden–Oberkotzau         | 20–40 min bis Maxhütte-Haidhof, 60 min bis Burglengenfeld bzw. Marktredwitz |